# Obere Bergstraße (Radebeul)

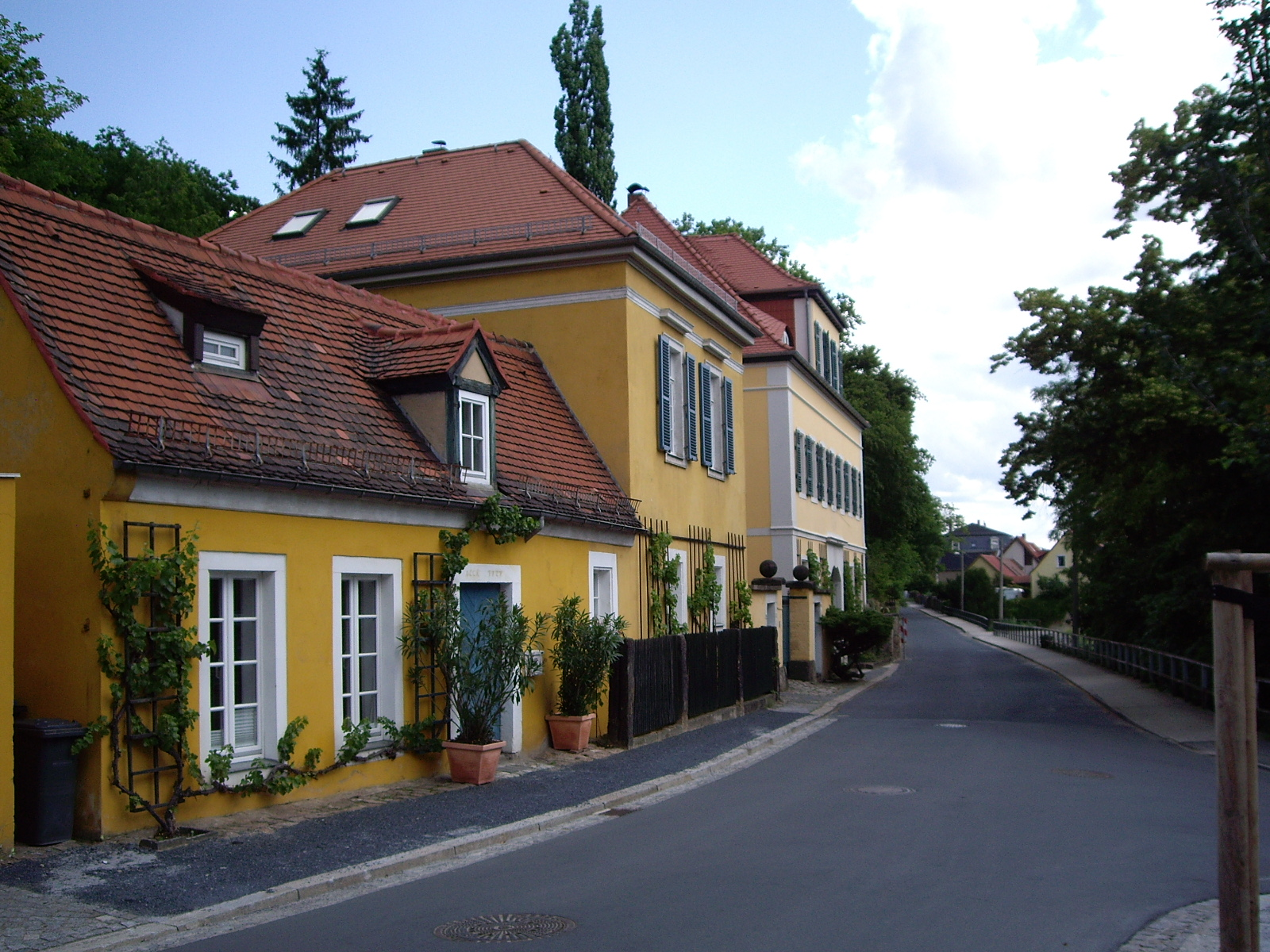
Obere Bergstraße vor dem Minckwitzschen Weingut (Nr. 30), Blick nach Osten

Die Obere Bergstraße ist eine 1,6 Kilometer lange Innerortsstraße der sächsischen Stadt Radebeul, gelegen im Stadtteil Niederlößnitz.

## Bebauung

Koberscher Weinberg, Plan von 1714. Unten die Hohe Gaße, rechts die Finstere Gasse, links der Gemssteig

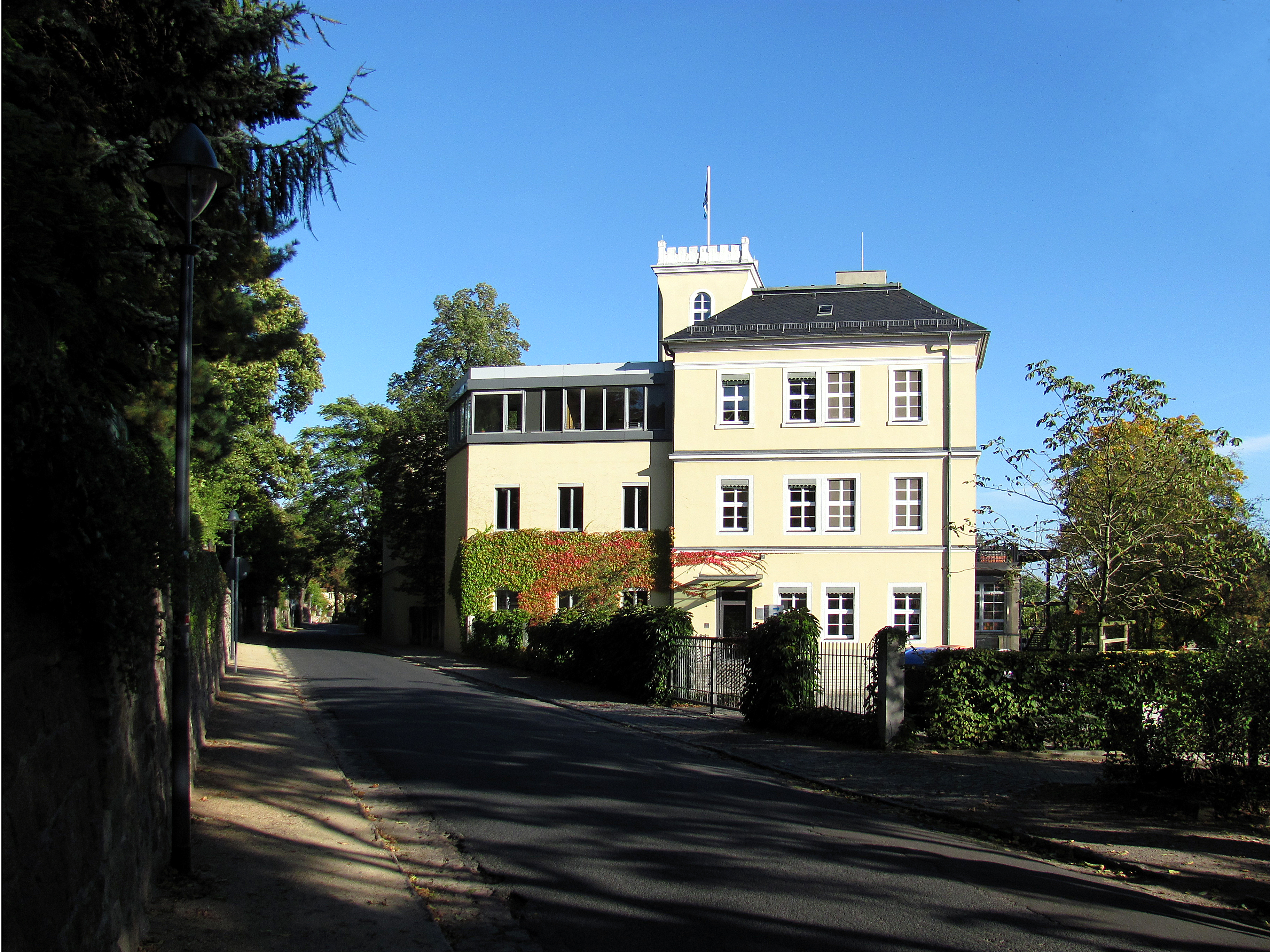
Obere Bergstraße vor der Ausbildungsstätte „Amalie Sieveking“ (Nr. 3), Blick nach Osten

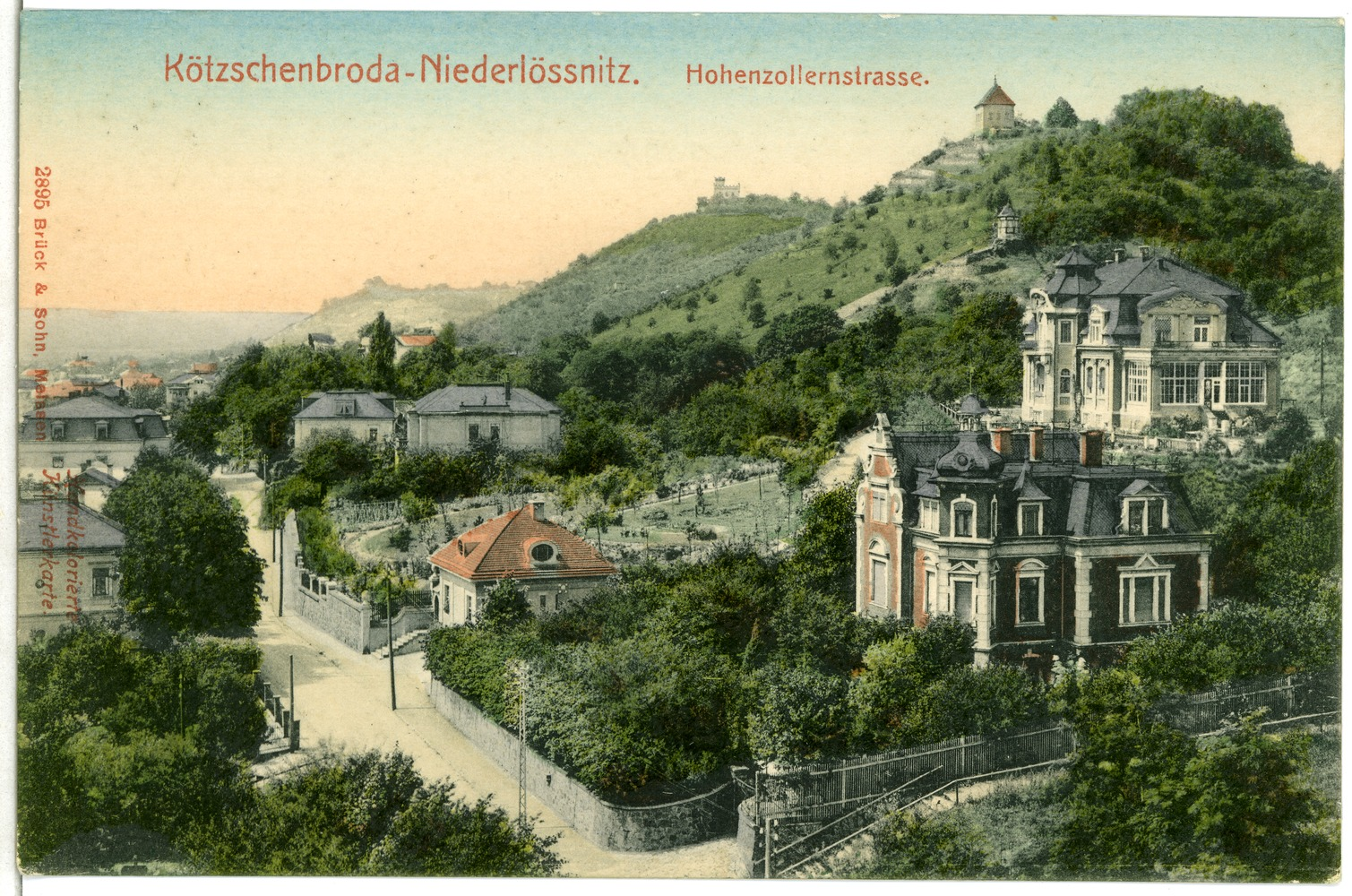
Hohenzollernstraße 1903 nach Westen:
Re. unten: Rotes Haus. Re.: Villa Albert Kuntze, Mitte: dessen Pförtnerhaus. Über dem Pförtnerhaus: Villa Dorothee, links daneben Finstere Gasse 2

Hohenzollernstraße 1914, Blick nach Westen: Links: Winzerhaus Obere Bergstraße 63, Mitte: Sektkellerei Bussard, auf der Hangspitze: Meyerburg

Champagnerfabrik Niederlößnitz (rot eingefärbt), 1857. Rechts darüber der nach Südwesten ausgerichtete Bussardberg. Dazwischen die Obere Bergstraße, von Osten kommend.

Die Benummerung der Grundstücke fängt im Osten an: Die ungeraden Nummern liegen auf der Südseite, die geraden Nummern auf der Nordseite, die den Steilhang der Lößnitz-Weinberge darstellt. Die Nummern laufen bis zur Nr. 63 bzw. 70 an der Einmündung der Kellereistraße, wo dann die ost-west-verlaufende Straße nach Nordwesten in den Leimgrund abbiegt. Dort am Wendehammer liegt auf der Bergseite die Obere Bergstraße 90a, gegenüber befindet sich am Aufstieg zur Moritzburger Straße die Rückseite der Villa Bella Vista (Moritzburger Straße 60). Dort am nördlichen Ende des Wendehammers wird der Abfluss von Schwarzes Teich in die Kanalisation eingeleitet.
Zahllose Kulturdenkmale reihen sich entlang der Oberen Bergstraße und sind daher in der Liste der Kulturdenkmale in Radebeul-Niederlößnitz (M–Z) aufgeführt, teilweise auch mit Adressen der Nebenstraßen:
- Nr. 1,[1] Ausbildungsstätte „Amalie Sieveking“ (Nr. 3), Nr. 5,[2] Nr. 7, Rotes Haus (Nr. 12),[3] Nr. 13, Nrn. 14, 16, Villa Dorothee (Nr. 20),[3] Finstere Gasse 2, Minckwitzscher Weinberg (Nrn. 30, 30a, 30b),[4][5] Hohe Straße 45, Nr. 35, Villa Oswald (Nr. 42), Haus Reinhardtsberg (Nr. 44), Gradsteg 58, Bodelschwinghstraße 10, Nr. 54, Nr. 56, Nr. 57,[6] Villa Luise (Nr. 58), Badhotel Niederlößnitz, Karlstraße 10, Nr. 63, Kellereistr. 8, Nr. 64, Sektkellerei Bussard (Nrn. 65, 65a-d), Nr. 82, Nr. 84,[7] Moritzburger Straße 56, Villa Bella Vista (Moritzburger Straße 60)

Die geradzahligen Anwesen auf der Nordseite der Oberen Bergstraße gehören zum Denkmalschutzgebiet Historische Weinberglandschaft Radebeul; zudem befindet sich dort das Landschaftsschutzgebiet Lößnitz. Die oberhalb der Straße gelegenen Weinberge gehören zur Lage Radebeuler Steinrücken. Nach dem nordwestlichen Eckgrundstück an der Kellereistraße springt das Denkmalschutzgebiet über die Straße, d. h. mit der Nr. 65, der ehemaligen Sektkellerei und dem darunterliegenden Weingarten, gehören auch die ungeraden Grundstücksnummern zum Schutzgebiet.
Der Von Minckwitz′sche Weinberg wurde 1905 in Dehios Schnellinventar als Kunstdenkmal aufgeführt, in der umfangreicheren Denkmalinventarisation von Gurlitt 1904 waren darüber hinaus aus der ersten Hälfte des 18. Jahrhunderts stammende Sandsteinfiguren auf dem Anwesen des Bad-Hôtels (Burgstraße 2, Obere Bergstraße 62) beschrieben. Auch zu DDR-Zeiten waren dort einige Objekte als Denkmale der Kulturgeschichte geschützt: Neben dem sogenannten Besitz Minkwitz, also dem Anwesen des Minckwitzschen Weinbergs, waren dies die Nrn. 12, 13, 14, 20 und 44, die alle auch heute weiterhin als Kulturdenkmale gelten.

## Namensgebung
Um 1600 trug die Berggasse bei Matthias Oeder in den Kartenwerken seiner Ersten Kursächsischen Landesaufnahme den Namen Hohe Gass wegen ihrer Lage direkt unter dem Steilhang. Hans August Nienborg kartografierte den Weg 1715 als Hohe Gasse. Dann folgte Obere Berggasse und 1875 ist Obere Gasse dokumentiert.
Im Jahr 1883 erfolgte die amtliche Umbenennung in Obere Bergstraße, 1905 „gegen den Willen der Anwohner“ die Umbenennung in Hohenzollernstraße.
Nach dem Zweiten Weltkrieg, 1945, wurde zu Ehren eines Oberstaatsanwalts der Name Rolf-Helm-Straße vergeben.
Nach der Wende erhielt die Straße 1991 den vorherigen unpolitischen Namen Obere Bergstraße zurück.
Den Namen Obere Bergstraße trug ursprünglich ebenfalls die heutige Weinbergstraße in Oberlößnitz, ebenso wie vorher schon Obere Berggasse, was auch der Name des heutigen Zechsteinwegs in Zitzschewig sowie der Winzerstraße in Niederlößnitz war.

## Anwohner
Das Anwesen des Minckwitzschen Weinbergs wurde von diversen Persönlichkeiten bewohnt, darunter waren Henning August von Bredow, Benjamin Gottfried Weinart sowie mehrere Angehörige der Familie von Minckwitz, die auch heute noch dort wohnt. Auch der Maler Paul Wilhelm ist zu nennen, der im Minckwitzschen Weinberghaus oben auf der Hangkante sein Atelier hatte.
Friedrich August Röber bewirtschaftete und bewohnte einen großen Weinbergsbesitz wohl hauptsächlich westlich des Minckwitzschen Anwesens, wobei das Wohnhaus wohl das noch nicht zum Badhotel umgebaute Weinbergshaus war.
Der Chemnitzer Unternehmer Friedrich Wilhelm Nevoigt zog 1916 in die Obere Bergstraße, bevor er dann bis zu seinem Tode auf der Königstraße (heute Karl-Liebknecht-Straße) wohnte.
Die 1944 in Dresden ausgebombte Malerin Ruth Meier zog in die Obere Bergstraße.
Der Unternehmer Otto Steche bewohnte die Villa Obere Bergstraße 56.
Der NS-Rassentheoretiker und Biologe Studienrat Erich Meyer wohnte in der Hohenzollernstr. 72 (Adressbuch 1944).